# Dunărea Galați în sezonul 1994-1995
Sezonul 1994-1995  este unul la fel de greu și complicat, dar chiar și așa Dunărea Galați se menține cât de cât pe linia de plutire, echipa se numește în acest sezon Constant Galați sau Constant CFR Galați, părăsește echipa Haralambie Antohi pentru a ajunge la Oțelul Galați tot cu funcția de secund dar sezonul următor 1995-1996 îl regăsește pe acesta la Dunărea Galați ca principal însă de această dată, de fapt el revenise încă din acest sezon, fiindcă Oțelul Galați hotărâse să îl pună principal pe Vasile Simionaș! care avea experiență! nu joacă! și atunci Haralambie Antohi revine! dar nu va antrena numai el! în altă ordine de idei echipa va mai fi pregătită și de Valentin Kramer, Aurel Drăgan dar și de Ion Morohai care era secund mai degrabă! fapt știut deja și în sezonul 1999-2000!.

## Echipă
| Nr. |         | Poziție | Jucător            |
| --- | ------- | ------- | ------------------ |
| -   | România | P       | Valentin Buruiană  |
| -   | România | P       | Cătălin Hăisan     |
| -   | România | P       | Alexandru Iliuciuc |
| -   | România | P       | Constantin Flutur  |
| -   | România | P       | Tase Lăptoiu       |
| -   | România | F       | Iulian Dăniță      |
| -   | România | F       | George Bedreagă    |
| -   | România | F       | Doru Balmuș        |
| -   | România | F       | Damian Băncilă     |
| -   | România | F       | Cornel Turcu       |
| -   | România | F       | Adrian Oprea       |
| -   | România | F       | David Asandei      |
| -   | România | F       | Andrei             |
| -   | România | F       | Tudose             |
| -   | România | F       | Crintea            |
| -   | România | F       | Batog              |
| -   | România | F       | Mazilu             |
| -   | România | F       | Sorin Basalâc      |
| -   | România | F       | Marian Roșu        |
| -   | România | F       | Horia Pătru        |
| -   | România | M       | Alin Pânzaru       |
| -   | România | M       | Iulian Arhire      |
| -   | România | M       | Dumitru Horovei    |
| -   | România | M       | Gabriel Chebac     |
| -   | România | M       | Tudorel Chivu      |
| -   | România | M       | Iulian Smadu       |
| -   | România | M       | Gheorghe Ichim     |
| -   | România | M       | Marian Ghibea      |
| -   | România | M       | Cătălin Savu       |
| -   | România | M       | Filip              |
| -   | România | M       | Cristian Alexandru |
| -   | România | M       | Marius Bârnoveanu  |
| -   | România | A       | Daniel Baston      |
| -   | România | A       | Dorinel Dragomir   |
| -   | România | A       | Jiribie            |
| -   | România | A       | Arăpașu            |
| -   | România | A       | Neagu              |
| -   | România | A       | Cristian Strelțov  |

## Transferuri

### Sosiri
| Post | Jucător            | De la echipa        | Suma de transfer  | Dată |  | ---- |
| ---- | ------------------ | ------------------- | ----------------- | ---- |  | ---- |
| F    | Iulian Dăniță      | Gloria Buzău        | liber de contract | -    |  |      |
| P    | Alexandru Iliuciuc | Juniori             | liber de contract | -    |  |      |
| A    | Arăpașu            | Portul Constanța    | liber de contract | -    |  |      |
| P    | Constantin Hăisan  | Dacia Unirea Brăila | liber de contract | -    |  |      |
| F    | Doru Balmuș        | Oțelul Galați       | liber de contract | -    |  |      |
| M    | Marius Bârnoveanu  | Oțelul Galați       | liber de contract | -    |  |      |
| A    | Cristian Strelțov  | Oțelul Galați       | liber de contract | -    |  |      |
| F    | Horia Pătru        | Gloria Buzău        | liber de contract | -    |  |      |
| P    | Tase Lăptoiu       | Gloria Buzău        | liber de contract | -    |  |      |
| F    | Marian Roșu        | Gloria Buzău        | liber de contract | -    |  |      |
| M    | Alin Pânzaru       | Oțelul Galați       | liber de contract | -    |  |      |
| F    | George Movilă      | Oțelul Galați       | liber de contract | -    |  |      |
| F    | Adrian Teodorescu  | Gloria Buzău        | liber de contract | -    |  |      |
| F    | Crintea            | Juniori             | liber de contract | -    |  |      |
| F    | Mazilu             | Juniori             | liber de contract | -    |  |      |
| A    | Neagu              | Juniori             | liber de contract | -    |  |      |
| M    | Filip              | Juniori             | liber de contract | -    |  |      |
| F    | Batog              | Juniori             | liber de contract | -    |  |      |

### Plecări
| Post | Jucător           | De la echipa        | Suma de transfer  | Dată |  | ---- |
| ---- | ----------------- | ------------------- | ----------------- | ---- |  | ---- |
| F    | Auraș Brașoveanu  | Gloria Buzău        | liber de contract | -    |  |      |
| M    | Iulian Arhire     | Oțelul Galați       | liber de contract | -    |  |      |
| F    | Florin Cujbă      | Dacia Unirea Brăila | liber de contract | -    |  |      |
| M    | Georges Mihai     | Callatis Mangalia   | liber de contract | -    |  |      |
| F    | Cornel Turcu      | Retras              | liber de contract | -    |  |      |
| F    | Adrian Oprea      | Retras              | liber de contract | -    |  |      |
| A    | Dănuț Oprea       | Oțelul Galați       | liber de contract | -    |  |      |
| P    | Adrian Bontea     | Foresta Fălticeni   | liber de contract | -    |  |      |
| M    | Marian Ghibea     | Retras              | liber de contract | -    |  |      |
| F    | Sorin Basalâc     | Retras              | liber de contract | -    |  |      |
| M    | Gheorghe Ichim    | Retras              | liber de contract | -    |  |      |
| A    | Jiribie           | Retras              | liber de contract | -    |  |      |
| A    | Haralambie Antohi | Retras              | liber de contract | -    |  |      |
| P    | Constantin Flutur | Retras              | liber de contract | -    |  |      |
| A    | Dorinel Dragomir  | Steaua Mizil        | liber de contract | -    |  |      |

## Seria II

### Rezultate
| Victorii | Egaluri | Înfrângeri | Cea mai mare victorie | Cea mai mare înfrangere |

### Sezon intern
| 1  | FC Constant CFR Galați | FC Politehnica Iași    | Arăpașu 35', 42' Baston 47' Apachiței 90'                         | 3-1 |
| 2  | Dacia Unirea Brăila    | FC Constant CFR Galați | Funda 23', 75' (pen.) Bâlea 55'                                   | 3-0 |
| 3  | FC Constant CFR Galați | Portul Constanța       | Arăpașu 70' Baston 88' Feodor 15' (pen.)                          | 2-1 |
| 4  | Metalul Plopeni        | FC Constant CFR Galați | Nicorescu 52' Dumitrache 58'                                      | 2-0 |
| 5  | FC Constant CFR Galați | Flacăra Moreni         | Arăpașu 57', 60'                                                  | 2-0 |
| 6  | Callatis Mangalia      | FC Constant CFR Galați | Baston 74', 76'                                                   | 0-2 |
| 7  | FC Constant CFR Galați | Dacia Pitești          | Arăpașu 76' Preda 85'                                             | 1-1 |
| 8  | FC Cetatea Târgu Neamț | FC Constant CFR Galați | Cojocaru 2', 66' Alexescu 49' Arăpașu 72'                         | 3-1 |
| 9  | FC Constant CFR Galați | FC Râmnicu Vâlcea      | Arhire 18' Arăpașu 20' (pen.) Baston 85' (pen.)                   | 3-0 |
| 10 | CS Faur București      | FC Constant CFR Galați | Medeleanu 20' Manole 23', 72' Sgârdea 44'                         | 4-0 |
| 11 | Steaua Mizil           | FC Constant CFR Galați | Săndulescu 57'                                                    | 1-0 |
| 12 | FC Constant CFR Galați | Rocar București        | Teodorescu 33' Chivu 39' Arăpașu 50', 74' (pen.)                  | 4-0 |
| 13 | FC Bucovina Suceava    | FC Constant CFR Galați | Mihăilă 15', 41' Chivu 81'                                        | 2-1 |
| 14 | FC Constant CFR Galați | Poiana Câmpina         | Arăpașu 51', 79'                                                  | 2-0 |
| 15 | FC Selena Bacău        | FC Constant CFR Galați | Răducan 11' Manta 31'                                             | 2-0 |
| 16 | FC Constant CFR Galați | Gloria Buzău           | Băncilă 55' Kaizăr 14' Radu 28'                                   | 1-2 |
| 17 | FC Acord Focșani       | FC Constant CFR Galați | Colan 9', 57'                                                     | 2-0 |
| 18 | FC Politehnica Iași    | FC Constant CFR Galați |                                                                   | 0-0 |
| 19 | FC Constant CFR Galați | Dacia Unirea Brăila    | Pavel 61'                                                         | 0-1 |
| 20 | Portul Constanța       | FC Constant CFR Galați |                                                                   | 0-0 |
| 21 | FC Constant CFR Galați | Metalul Plopeni        | Arăpașu 54', 85' Căunei 29'                                       | 2-1 |
| 22 | Flacăra Moreni         | FC Constant CFR Galați | Ioniță 31', 41' Neacșu 89' Arăpașu 52' (pen.)                     | 3-1 |
| 23 | FC Constant CFR Galați | Callatis Mangalia      | Baston 35' Chivu 73' Arăpașu 88' Pall 8', 71'                     | 3-2 |
| 24 | Dacia Pitești          | FC Constant CFR Galați | Voica 14' Dăniță 25' (o.g.) Preda 31' Ivan 58' Bârnoveanu 10'     | 4-1 |
| 25 | FC Constant CFR Galați | FC Cetatea Târgu Neamț | Chivu 17' Arăpașu 67' (pen.) Asăvoaie 57' (pen.)                  | 2-1 |
| 26 | FC Râmnicu Vâlcea      | FC Constant CFR Galați |                                                                   | 0-0 |
| 27 | FC Constant CFR Galați | CS Faur București      |                                                                   | 3-0 |
| 28 | FC Constant CFR Galați | Steaua Mizil           | Arăpașu 40', 42'                                                  | 2-0 |
| 29 | Rocar București        | FC Constant CFR Galați | Diaconu 52'                                                       | 1-0 |
| 30 | FC Constant CFR Galați | FC Bucovina Suceava    | Baston 14' Arăpașu 70'                                            | 2-0 |
| 31 | Poiana Câmpina         | FC Constant CFR Galați | Stegaru 2', 10' Bârnoveanu 4'                                     | 2-1 |
| 32 | FC Constant CFR Galați | FC Selena Bacău        | Baston 75', 83' Ciocoiu 60' Răducan 67'                           | 2-2 |
| 33 | Gloria Buzău           | FC Constant CFR Galați | Jilavu 7' Paveliuc 10' Brașoveanu 34' Radu 55' Pătru 69' Roșu 53' | 5-1 |
| 34 | FC Constant CFR Galați | FC Acord Focșani       | Strelțov 62' Baston 87'                                           | 2-0 |